# Nicolae Dănilă
Nicolae Dănilă (n. 9 august 1951, Sibiu) este un economist român și una din figurile proeminente ale sistemului bancar din România. A fost președinte executiv al BCR în perioada 1999-2007, iar din octombrie 2009 este membru în Consiliul de Administrație al BNR. În 2010 era considerat cel mai bogat bancher român, cu o avere de circa 21 milioane euro.

## Biografie
Nicolae Dănilă s-a născut la data de 9 august 1951 în orașul Sibiu. A absolvit în anul 1974 cursurile Facultății de Finanțe-Bănci din cadrul Academiei de Studii Economice din București. În anul 1983, a obținut titlul științific de doctor în economie la ASE București în specializarea relații financiar-bancare internaționale, avându-l drept conducător științific pe profesorul Costin Kirițescu. 
Începând din anul 1976, Nicolae Dănilă a lucrat la sucursala de la București a băncii americane Manufacturers Hanover Trust Co., unde a parcurs mai multe etape profesionale și manageriale, fiind promovat în anul 1985 ca asistent al vicepreședintelui și șef al Departamentului de dezvoltare a afacerilor. În anul 1988 a absolvit la Paris cursurile programului privind legislația financiară și bancară din țările Uniunii Europene. De asemenea, a beneficiat de specializări bancare la New York, Londra, Viena și Berlin. 
La începutul anului 1992, Manufacturers Hanover Trust Co. a fost achiziționată de către banca americană Chemical Banking, Dănilă fiind numit ca vicepreședinte și director general adjunct al sucursalei din București a Chemical Bank. Procesul de fuziune bancară a continuat în anul 1996 cu achiziționarea de către Chemical Bank a băncii americane The Chase Manhattan Corporation, noua bancă schimbându-și denumirea în The Chase Manhattan Bank. Nicolae Dănilă și-a menținut funcția de vicepreședinte la sucursala din București al noii bănci formate.
În anul 1998, Nicolae Dănilă este numit în funcția de consilier special al guvernatorului Băncii Naționale a României, Mugur Isărescu. În perioada martie - octombrie 1999 deține funcția de administrator special al Băncii Române de Comerț Exterior (Bancorex), iar după lichidarea acesteia prin fuziunea cu Banca Comercială Română (BCR), devine în noiembrie 1999 prim-vicepreședinte al BCR.
În ianuarie 2000, este numit în funcția de președinte și director general al Băncii Comerciale Române, bancă la acel moment cu capital majoritar de stat, înlocuindu-l pe Ion Ghica. În mai 2006 a fost finalizată tranzacția prin care Erste Bank a preluat 69% din acțiunile BCR, Nicolae Dănilă devenind președinte executiv al BCR, care deținea în acel moment o cotă de piață de 25%. 
În perioada conducerii sale, BCR a primit în anii 2003 și 2004 premiul pentru „Cea mai bună bancă din România”, acordat de prestigioasa revistă britanică „Euromoney”. Ea dispune în prezent de o rețea de unități formată din 650 unități, dintre care 41 de sucursale județene, în orașele reședință de județ, și restul de sucursale și agenții amplasate pe întreg teritoriul României.
În paralel cu activitatea bancară, Dănilă a participat ca autor sau coautor la redactarea unor cursuri universitare, predând ca profesor universitar la Facultatea de Finanțe, Asigurări, Bănci și Burse de Valori din cadrul ASE București, precum și la Institutul Bancar Român. 
În afară de limba română, el mai vorbește fluent limbile engleză și franceză.

## Afilieri profesionale și premii
Nicolae Dănilă face parte parte din mai multe asociații profesionale cum ar fi: Asociația Română a Băncilor - vicepreședinte; Asociația Națională a Exportatorilor și Importatorilor Români - Centru de Promovare a Comerțului Exterior - vicepreședinte; Institutul Bancar Român - membru al Consiliului de Administrație. De asemenea, a mai fost membru și în Consiliile de Administrație și al altor bănci subsidiare ale BCR: Anglo-Romanian Bank Limited - vicepreședinte; Frankfurt-Bukarest Bank - președinte; Banca Italo-Romena - membru.
Nicolae Dănilă este și expert contabil și auditor național. 
Presedintele executiv al BCR, Nicolae Dănilă, a primit numeroase premii, în special pentru volumele publicate: astfel, în anii 2001 și 2003 primeste premiul Academiei Române pentru volumele „Privatizarea sistemului bancar”, respectiv pentru activitatea sa în domeniul economic.

## Cărți publicate
Nicolae Dănilă a publicat mai multe studii și cărți pentru studenții de la ASE București, cum ar fi următoarele:
- EURO : Bipolarizarea monetară (Ed. Economică, 1999)
- Managementul bancar – Fundamente și orientări (Ed. Economică, 2000) - în colaborare cu Aurel Berea
- Privatizarea băncilor (Ed. Economică, 2000)
- Managementul lichidității bancare (Ed. Economică, 2002) - în colaborare
- Retail banking (Ed. Expert, 2004)